# Geon
Geon – hipotetyczny byt fizykalny zaproponowany w 1955 przez Johna Wheelera na gruncie ogólnej teorii względności. 
Termin geon ma być praktyczną nazwą na ang. gravitational electromagnetic entity (elektromagetyczny byt grawitacyjny). Składa się on jedynie z pola elektromagnetycznego i pola grawitacyjnego (lub tylko jednego z nich), podtrzymywanego i ograniczonego przez przyciągnie grawitacyjne własnej energii pola. Według Wheelera miał on stanowić interpretację bezźródłowego rozwiązania układu równań Einsteina-Maxwella: „model czegoś jak cząstka, ale nie będącego cząstką: geon, fala grawitacyjna krążąca wkoło, trzymana na orbicie wyłącznie masą i energią jej samej”.
Według Bryce'a DeWitta inny znany fizyk, Richard Feynman miał „przezywać” Wheelara Geon Wheeler na jednej z konferencji naukowych.